# Kanton Prémery
Prémery is een voormalig kanton van het Franse departement Nièvre. Het kanton maakte deel uit van het arrondissement Cosne-Cours-sur-Loire. 
Het werd opgeheven bij decreet van 18 februari 2014 met uitwerking op 22 maart 2015. Alle gemeenten werden toegevoegd aan het kanton La Charité-sur-Loire.

## Geografie

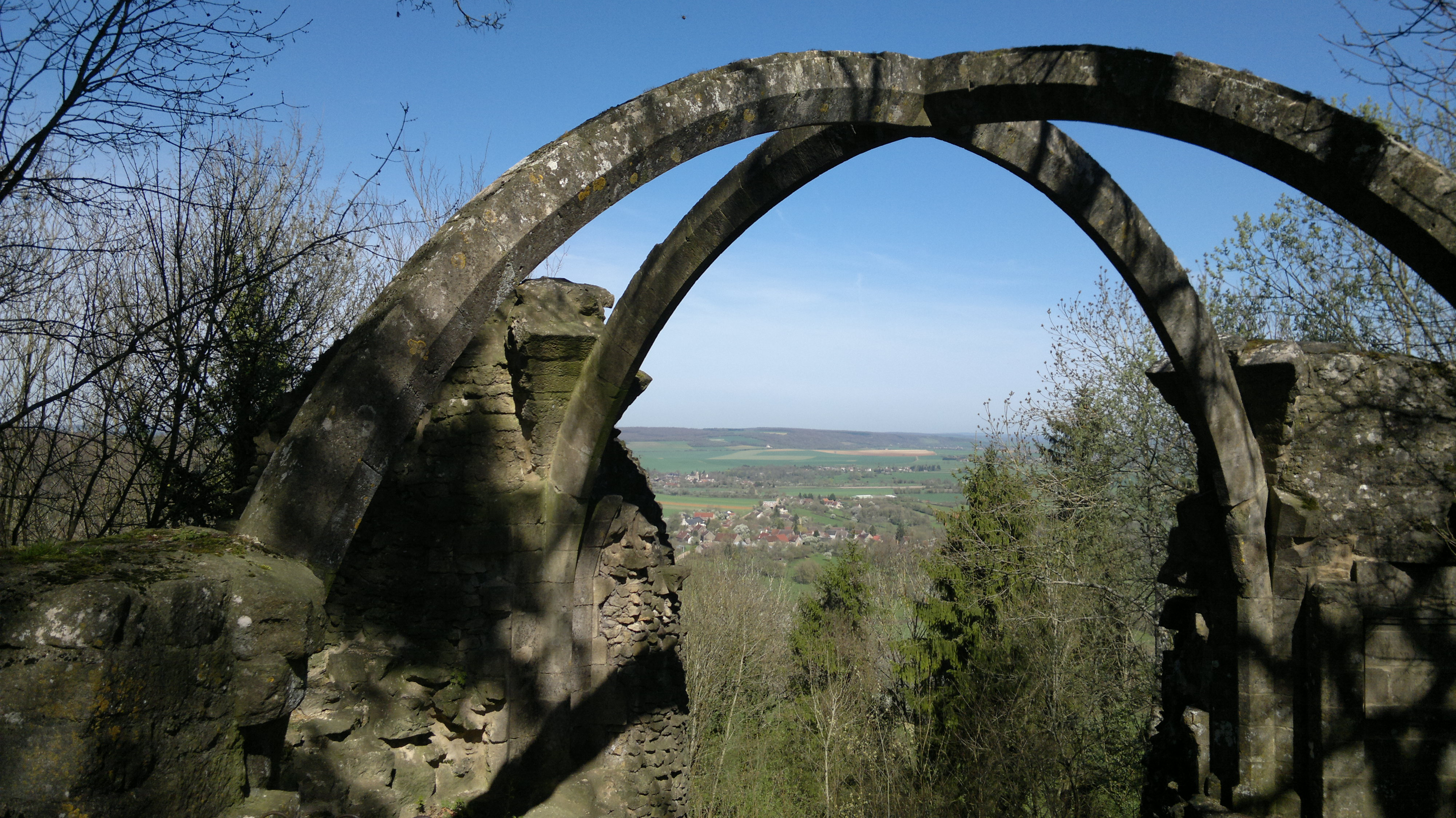
De Butte de Montenoison biedt een weids uitzicht over de omgeving.

Het kanton is heuvelachtig en heeft een gemiddelde hoogte van 275 m. Het hoogste punt is de markante Butte de Montenoison (417 m), waar zich nog enkele overblijfselen bevinden van een kasteel van de Graven van Nevers uit de 13e eeuw. In het kanton ontspringt de rivier de Nièvre.

## Economie
Land- en bosbouw behoren traditioneel tot de belangrijkste economische activiteiten in het kanton. Veel kleine boeren vonden een aanvullend inkomen in werk voor de fabriek van Lambiotte in Prémery, totdat deze in 2002 sloot. Gepoogd wordt op dit industriële verleden voort te bouwen, zoals met de productie van biobrandstof. Tegelijkertijd stijgt dankzij de water- en bosrijke omgeving en diverse kastelen de betekenis van het toerisme.

## Gemeenten
Het kanton Prémery omvatte de volgende gemeenten:
- Arbourse
- Arthel
- Arzembouy
- Champlemy
- Champlin
- Dompierre-sur-Nièvre
- Giry
- Lurcy-le-Bourg
- Montenoison
- Moussy
- Oulon
- Prémery (hoofdplaats)
- Saint-Bonnot
- Sichamps